# Ống kính Nikon AF-S 70-200mm
AF-S 70–200mm là dòng ống kính zoom tele sản xuất bởi Nikon Ống kính này sử dụng ngàm F nên nó có thể được lắp lên bất kì thân máy nào thuộc nào do Nikon sản xuất, ngoại trừ phiên bản f/2.8E FL ED VR sẽ không tương thích hoàn toàn với các máy cũ, kể từ D90 trở về trước.
Họ 70-200 có 4 phiên bản khác nhau, đều có 1 khẩu độ tại mọi tiêu cự, và chúng đều có lớp phủ Nano, trừ 70-200mm f/2.8G IF ED VR:
- f/2.8E FL ED VR
- f/2.8G ED VR II
- f/2.8G IF ED VR
- f/4G ED VR

Phiên bản f/4G ED VR là phiên bản rẻ nhất của họ 70-200, rất thông dụng bởi những người chụp ảnh phong cảnh cũng như những người muốn có ống kính với lớp phủ Nano mà không phải tốn quá nhiều tiền cũng như phải mang theo ống nặng. Các phiên bản có khẩu độ 2.8 được sử dụng rộng rãi bởi các nhiếp ảnh gia và các nhà báo, một số nhiếp ảnh gia chân dung sử dụng chúng để có được hậu cảnh mờ nhòe, làm nổi bật chủ thể. Phiên bản f/2.8G IF ED VR được công bố từ năm 2002 nhắm thay thế cho họ ống 80-200. Cả bốn ống họ 70-200 đều có 9 lá khẩu giúp cho bokeh có hình gần tròn cũng như giữ vững máy từ 3 đến 4 stop, tùy phiên bản. Ngoài ra tất cả đều được thiết kế chống thời tiết (chống nước và bụi). Chống thời tiết không có nghĩa chúng chống lại hoàn toàn các tác động từ ngoài môi trường, mà chỉ là chúng chịu đựng tốt hơn một chút so với các phiên bản không có chống thời tiết. Ngoài ra, các ống này tương thích với các ống nhân tiêu cự của Nikon sản xuất.

## Hệ số crop
Khi sử dụng với các thân máy Nikon có cảm biến APS-C 1.5x (hay định dạng DX), trường nhìn sẽ tương đương ống kính 115-300mm gắn trên máy dùng cảm biến full-frame.

## Nút
2 ống 70-200mm f/2.8G ED VR II và f/4G ED VR không được trang bị 4 nút focus lock, ngược lại với 2 ống f/2.8G IF ED VR và f/2.8E FL ED VR.

## Thông số kỹ thuật
| Thuộc tính              | f/2.8E FL ED VR        | f/2.8G ED VR II         | f/2.8G IF ED VR        | f/4G ED VR            |
| ----------------------- | ---------------------- | ----------------------- | ---------------------- | --------------------- |
| Hình ảnh                |                        |                         |                        |                       |
| Đặc điểm chính          |                        |                         |                        |                       |
| Ổn định hình ảnh        | Có, thế hệ 3 (4 stop)  | Có, thế hệ 2 (3,5 stop) | Có, 3 stop             | Có, thế hệ 3 (4 stop) |
| Chống thời tiết         | Có                     | Có                      | Có                     | Có                    |
| USM                     | Có, dạng vòng          | Có, dạng vòng           | Có, dạng vòng          | Có, dạng vòng         |
| Lớp phủ Nano            | Có                     | Có                      | Không                  | Có                    |
| Giảm nhiễu xạ quang học | Không                  | Không                   | Không                  | Không                 |
| Macro                   | Không                  | Không                   | Không                  | Không                 |
| Dữ liệu kỹ thuật        |                        |                         |                        |                       |
| Khẩu độ tối đa          | f/2.8                  | f/2.8                   | f/2.8                  | f/4.0                 |
| Khẩu độ tối thiểu       | f/22                   | f/22                    | f/22                   | f/32                  |
| Đường kính tối đa       | 88,5mm                 | 87mm                    | 87mm                   | 78mm                  |
| Góc nhìn ngang          | 29°–10°                | 29°–10°                 | 29°–10°                | 29°–10°               |
| Góc nhìn dọc            | 19°30'–7°              | 19°30'–7°               | 19°30'–7°              | 19°30'–7°             |
| Góc nhìn chéo           | 34°20'–12°20'          | 34°20'–12°20'           | 34°20'–12°20'          | 34°20'–12°20'         |
| Số nhóm/số thấu kính    | 18/22                  | 16/21                   | 15/21                  | 14/20                 |
| Số lá khẩu              | 9                      | 9                       | 9                      | 9                     |
| Khoảng lấy nét gần nhất | 1.1m                   | 1.4m                    | 1.5m                   | 1m                    |
| Độ phóng đại tối đa     | .21                    | .12                     | .16                    | .27                   |
| Dữ liệu vật lý          |                        |                         |                        |                       |
| Khối lượng              | 1430g                  | 1540g                   | 1470g                  | 850g                  |
| Chiều dài               | 202,5mm                | 205,5mm                 | 215mm                  | 179mm                 |
| Đường kính kính lọc     | 77mm                   | 77mm                    | 77mm                   | 67mm                  |
| Phụ kiện                |                        |                         |                        |                       |
| Hood                    | Dạng hoa tulip (HB-78) | Dạng hoa tulip (HB-29)  | Dạng hoa tulip (HB-48) | Ống tròn (HB-60)      |
| Thông tin ra mắt        |                        |                         |                        |                       |
| Thời điểm công bố       | Tháng 10-2016          | Tháng 7-2009            | Tháng 2-2002           | Tháng 10-2012         |
| Đang sản xuất?          | Có                     | Có                      | Không                  | Có                    |
| Giá khởi điểm US$       | $2799,95               | $2099,95                | $1199                  | $1399,95              |